# Aberdeen Airways
A Aberdeen Airways, anteriormente Air Ecosse, era uma companhia aérea inglesa com sede em Midlands Orientais, Inglaterra, Reino Unido. Foi adquirida pela Peregrine Air Services em novembro de 1988, e mudou de nome para Aberdeen Airways. Sua base principal era o Aeroporto de Midlands Orientais.

## História

### Air Ecosse

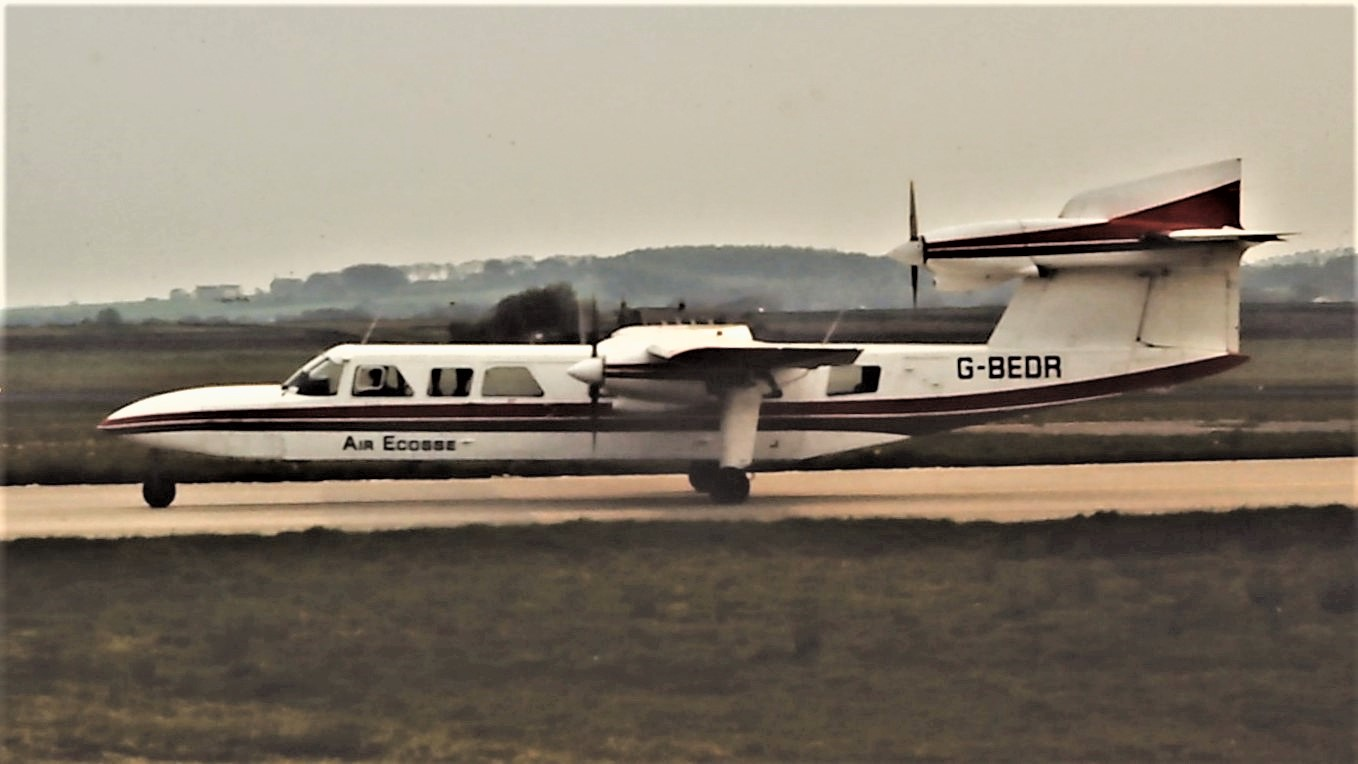
Um Britten-Norman Trislander da Air Ecosse em 1981

A companhia aérea foi formada em junho de 1977 como subsidiária da Fairflight Charters com sede em Biggin Hill em Kent, Inglaterra. A companhia aérea iniciou voos de Aberdeen para Dundee, Glasgow, Manchester, Wick e Sumburgh.
Na década de 1980, a companhia aérea iniciou voos para outros destinos como Edimburgo, Liverpool e Carlisle. A companhia aérea também iniciou voos para o Royal Mail.
Em novembro de 1988, foi adquirida pela Peregrine Air Services Limited.

### Aberdeen Airways
A nova empresa tornou-se Aberdeen Airways. Posteriormente, a Aberdeen Airways também entrou com pedido de proteção contra falência, mudou-se para East Midlands (EMA) e finalmente encerrou as operações. Após o colapso da companhia aérea, muitos funcionários mudaram-se para a nova companhia aérea Malinair.

## Frota
A frota da Aberdeen Airways consistia nas seguintes aeronaves:
| Aeronaves              | Total | Notas |
| ---------------------- | ----- | ----- |
| Hawker Siddeley HS 748 | 2     |       |
| Grumman Gulfstream I   | 2     |       |
| Total                  | 4     |       |